# Коста Мајкић
Коста Мајкић (Босанска Крупа, 1873 — Бања Лука, 1952) српски је и босанскохерцеговачки фолклориста, књижевни критичар и културни историчар.

## Биографија
Рано је остао без родитеља, па је прешао у Сански Мост и ту завршио основну школу. Школовање је наставио у Сарајеву, па на богословији у Београду. Касније је започео студиј филозофије, социологије и историје, и то у различитим центрима; у Грацу, Лајпцигу, Берлину, Копенхагену и Прагу. У Прагу му је професор био Т. Масарик, чије је идеје о реалној политици усвојио. По завршетку студија, 1903. новинар је у Загребу, а од 1904—1905. године борави у Сарајеву, где 1905. покреће лист Наш живот. У јесен 1905. године прешао је у Бањалуку, где у међувремену обнавља Наш живот, који је у међувремену престао излазити. У Бањалуци сарађивао са Петром Кочићем у покретању и уређивању Развитка 1910. године. Као агилан публициста и члан Кочићеве групе, у току Првог светског рата био интерниран као талац у Ивањску, потом у Дрвар. Након рата поново се укључио у политички и културни живот. 1935. године један је од покретача и уредника бањалучког Развитка. За време Другог светског рата затваран у Бањалуци. 1944. пребјегао на ослобођену територију, био и вијећник ЗАВНОБиХ-а.
Писао о низу тема, углавном из чешке књижевне, културне и националне историје, из које области је и његово најпознатије дело, студија Борба чешког народа за опстанак у последњих сто година 1903. године, у којој разматра политичко и културно стање чешког народа од краја XVIII века до Масариковог времена, наглашава идеју словенске узајамности с посебним освртом на великане чешке културне историје који су је заступали. Објавио је и низ краћих записа о чешким културним и књижевним појавама, писао о темама из руске и наше књижевности, о С. Кјеркегору, Х. Ибзену и др. За своје време имао је завидно образовање и широка интересовања, знао је чешки, руски и немачки. Младалачки жар у раду на културном и књижевном пољу убрзо му је згаснуо, па се након Првог светског рата сав посветио политичком раду. Био грађански политичар - националиста, једно време у опозицији, затим народни посланик у Скупштини. Сарађивао је у Новој цркви, Новом Србобрану, Босанској вили, Нашем животу, Отаџбини, Развитку, Бранковом колу.
Умро је 1952. године у Бањалуци.